# Kurt Hanke (Journalist)

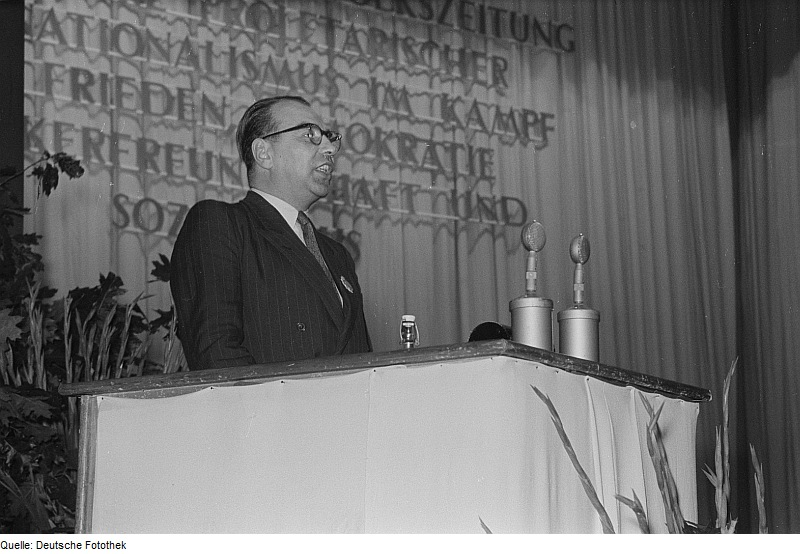
Kurt Hanke (1954)

Kurt Hanke (* 5. April 1914 in Jena; † 15. September 1993) war ein deutscher Journalist. Er war Chefredakteur der Zeitungen Das Volk und Leipziger Volkszeitung sowie Generaldirektor der Nachrichtenagentur Allgemeiner Deutscher Nachrichtendienst.

## Leben
Hanke war Sohn eines Arbeiters und machte nach dem Besuch der Volks- und Oberrealschule eine Ausbildung zum Kaufmännischen Angestellten. 1926 wurde er Mitglied der Reichsarbeitsgemeinschaft der Kinderfreunde und 1931 der Sozialistischen Arbeiter-Jugend.
Während der Krieges war Hanke von 1939 bis 1944 Sanitäter bei der Luftschutzpolizei. Danach gehörte er der Wehrmacht an und geriet in Kriegsgefangenschaft.
1945 trat Hanke in die SPD ein und war ab 1946 Mitglied der SED. Von 1945 bis 1947 arbeitete er als Vertriebsleiter bei der Thüringer Verlagsanstalt. Erste journalistische Erfahrungen machte er als Redakteur für die Zeitung Tribüne in Jena. Danach wechselte er zur SED-Landeszeitung Thüringer Volk, ab 1949 als Abteilungsleiter und stellvertretender Chefredakteur. Von 1950 bis 1954 war er erster Chefredakteur von deren Nachfolger, der SED-Landes- und -Bezirkszeitung Das Volk in Erfurt.
Zwischenzeitlich war er Vorsitzender des Landesverbands der Deutschen Presse in Thüringen beziehungsweise nach dessen Umstrukturierung Vorsitzender des Bezirksverbands Erfurt des Verbands der Journalisten der DDR. Außerdem war er Mitglied der SED-Bezirksleitung des Bezirks Erfurt.
1954 wechselte er als Chefredakteur zur Leipziger Volkszeitung und wurde Vorsitzender des Bezirksverbands Leipzig des VDJ und Mitglied der SED-Bezirksleitung des Bezirks Leipzig.
Zwischen 1957 und 1958 studierte er in Moskau an der Parteihochschule der KPdSU und bis 1959 an der SED-Parteihochschule „Karl Marx“ in Berlin.
Ab 1958 war Hanke Generaldirektor und Chefredakteur des Allgemeinen Deutschen Nachrichtendienstes. In dieser Funktion war er nach unterschiedlichen Angaben ab 1967 oder 1969 Direktor der Panorama DDR-Auslandspresseagentur sowie von Intertext – Fremdsprachendienst der DDR, bis er 1973 in Rente ging.

## Auszeichnungen
- 1963 Franz-Mehring-Ehrennadel[2]
- 1969 Vaterländischer Verdienstorden in Bronze[2]